# Голубева, Мария (политик)
Мария Голубева (латыш. Marija Golubeva; род. 28 июня 1973 года, Рига) — латвийский политик, политолог и историк. Депутат и заместитель секретаря Сейма 13-го созыва, председатель фракции «Для развития/За!». Первая женщина-депутат Сейма, которая является открытой лесбиянкой. В 2021—2022 гг. министр внутренних дел Латвии.

## Биография

### Образование
В 1994 году получила степень бакалавра английской филологии в Латвийском университете. В 1995 году Голубева получила степень магистра истории в Центрально-Европейском университете. Затем она поступила в Кембриджский университет, где в 2000 году получила докторскую степень.

### Профессиональная и академическая деятельность
С 1999 года, когда Голубева начала преподавать историю культуры в Латвийской академии культуры, до 2003 года она работала в нескольких университетах, в том числе в Рижском университете Страдыня, где читала курс политологии, и в Видземском университетском колледже, где возглавляла исследовательский центр.
Мария Голубева была консультантом в Государственной канцелярии, также она работала в Центре государственной политики, а затем в аналитическом центре PROVIDUS.
В 2013—2014 годах Голубева работала старшим консультантом ICF GHK в Брюсселе, где занималась анализом политики Европейского Союза. С 2014 года она является членом Правления SIA «RHC Consulting», которое занимается консалтинговыми компаниями и учреждениями.

## Политическая деятельность
В 2017 году Голубева участвовала в учредительном съезде либерально-центристской партии «Движение За!», где была избрана в её правление. На парламентских выборах 2018 года была избрана депутатом Сейма Латвии по списку избирательного объединения «Развитие/За!», с января 2021 года занимала пост председателя парламентской фракции объединения.
В мае 2019 года Голубева участвовала на выборах в Европейский парламент, но не была избрана.
3 июня 2021 года утверждена на посту министра внутренних дел Латвии.
В мае 2022 года оказалась вовлечена в политическое противостояние в связи с обострением конфликта вокруг памятника воинам Советской Армии в Риге, у которого 10 мая прошли массовые собрания под политическими лозунгами пророссийского характера. Первоначально МВД заявило о своей непричастности к событиям, послужившим поводом для беспорядков, и о чёткой работе во время самих беспорядков, а Голубева отказалась подать в отставку. Однако этой отставки потребовали депутаты от блока Национальное объединение, по мнению которых органы внутренних дел не обеспечили должного порядка в сложной ситуации, и 16 мая премьер-министр Кришьянис Кариньш отправил Голубеву в отставку, для равновесия отставив из правительства представителя Национального объединения Яниса Витенбергса. По мнению политолога Ояра Скудры, события 10 мая послужили Национальному объединению лишь поводом, а в действительности Голубева стала мишенью преследования из-за своей либеральной позиции. «Что сказать о прочности латвийского государства, если незначительное собрание из нескольких сотен человек на протяжении двух часов способно поколебать правительство?» — приводит «Рейтерс» комментарий Голубевой.
В октябре 2022 года на парламентских выборах вновь баллотировалась в Сейм в составе списка избирательного объединения «Развитие/За!», однако список не преодолел пятипроцентный барьер.

## Личная жизнь
Мария Голубева состоит в браке с Дианой Иелеей, консультантом в сфере образования. Две женщины познакомились 1 сентября 1990 года, одновременно поступив в университет, и считают себя парой с 1993 года. Их брак зарегистрирован в 2013 году в Брюсселе, поскольку в Латвии однополые браки не разрешены.